# Список призёров зимних Олимпийских игр 2018

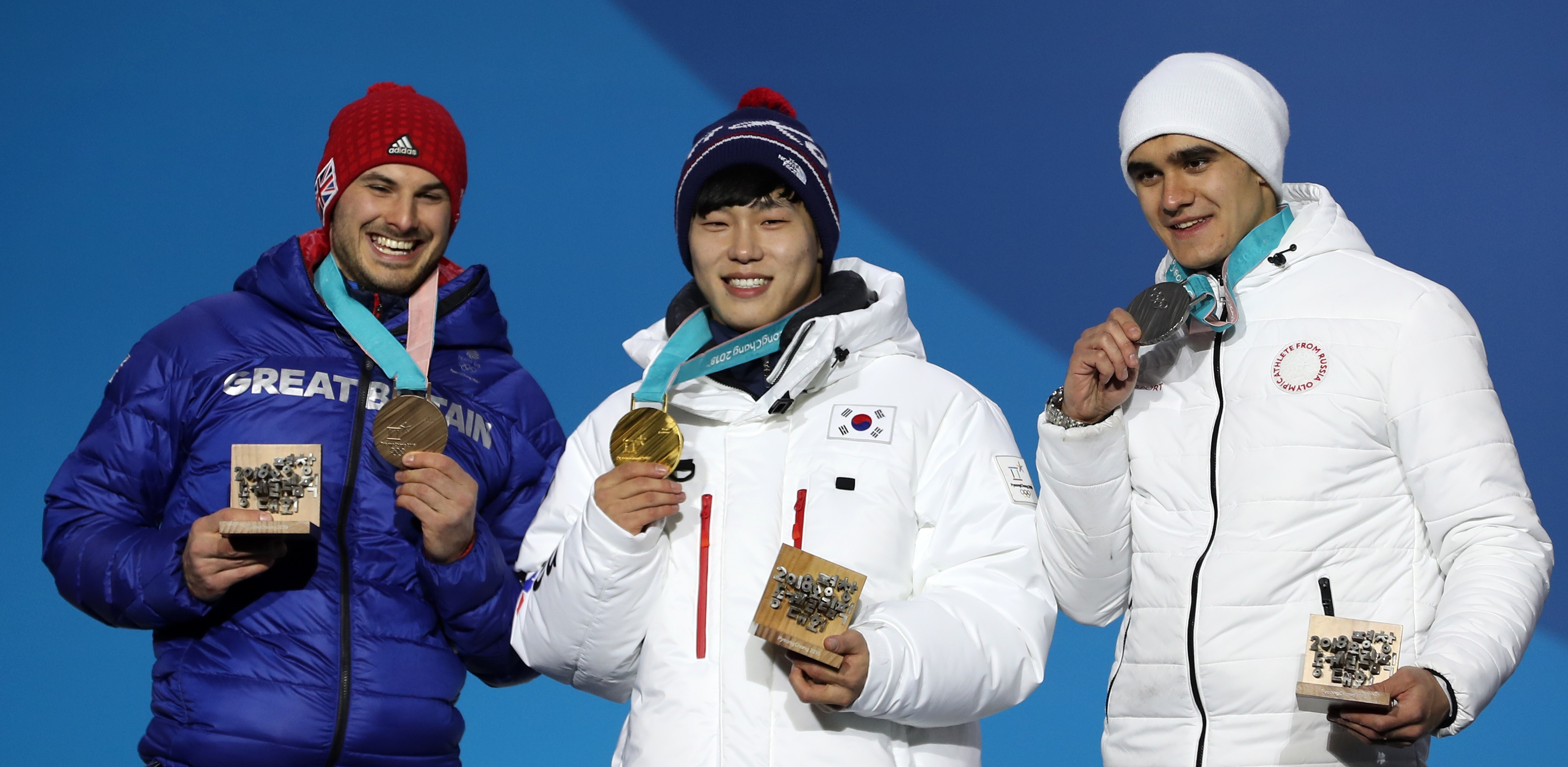
Призёры в скелетоне. Слева направо: Доминик Парсонс из Великобритании (бронза), Юн Сун Бин из Южной Кореи (золото) и Никита Трегубов из сборной ОСР (серебро)

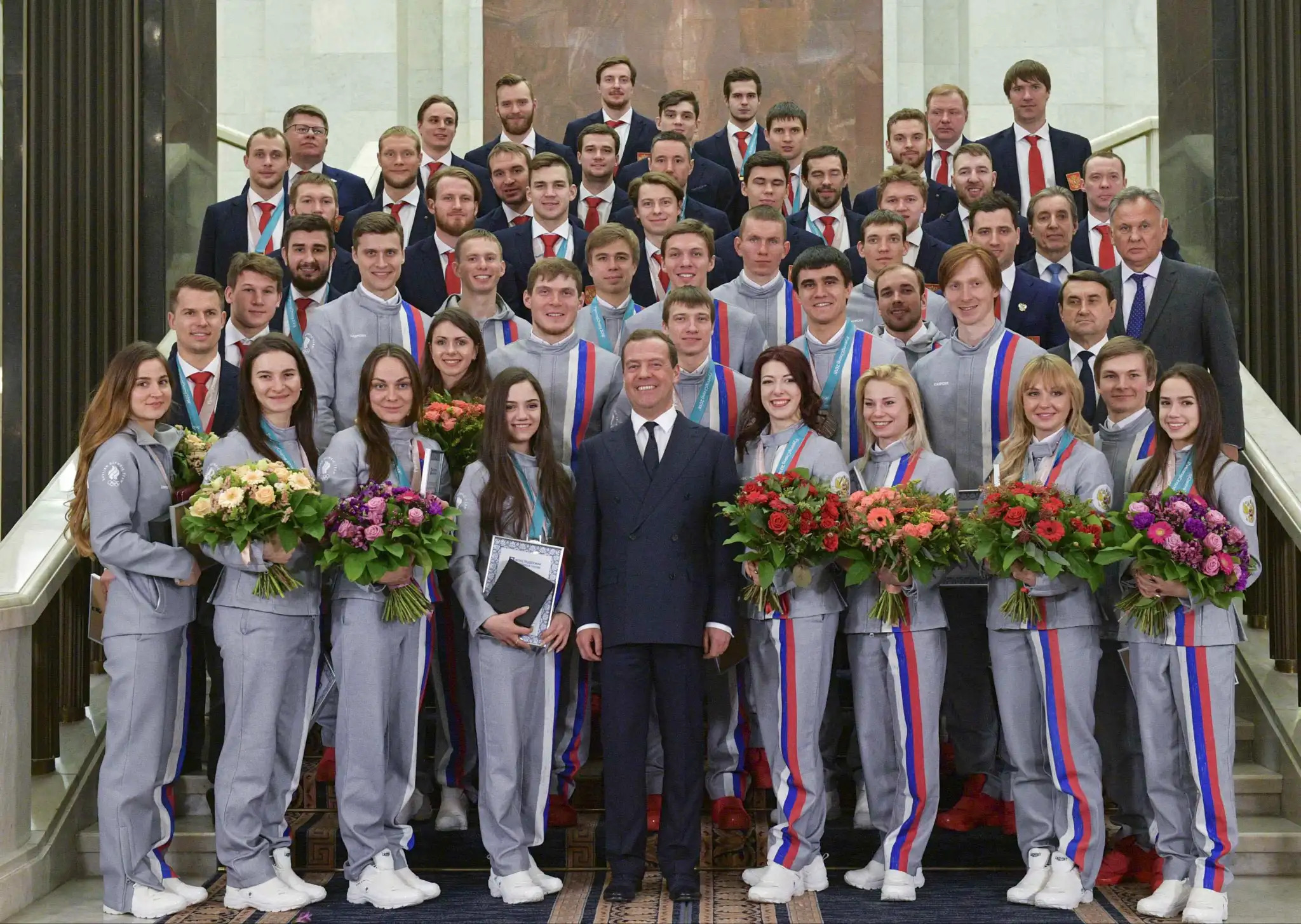
Призёры Олимпийских игр 2018 года в составе сборной ОСР с Премьер-министром России Дмитрием Медведевым, 28 февраля 2018

Ниже представлен список всех призёров зимних Олимпийских игр 2018 года, проходивших в Пхёнчхане с 9 по 25 февраля 2018 года. В соревнованиях приняли участие 2930 спортсменов, представлявших 91 НОК и сборную Олимпийских спортсменов из России. Было разыграно 102 комплекта медалей в 15 дисциплинах 7 видов спорта. По сравнению с Играми в Сочи, программа пополнилась шестью новыми дисциплинами — мужской и женский биг-эйр в сноуборде и масс-старт в конькобежном спорте, командные соревнования в горнолыжном спорте и соревнования смешанных пар в кёрлинге. Помимо этого, были исключены два вида — мужской и женский параллельный слалом в сноуборде. Таким образом общее количество дисциплин увеличилось на 4. Единственной дисциплиной игр без участия женщин стало лыжное двоеборье, медали разыгрывали исключительно мужчины.
Лидером по числу завоёванных медалей стала норвежская лыжница Марит Бьёрген — 5, из них 2 золотые, благодаря чему, стала самым титулованным спортсменом в истории зимних Олимпийских игр. На её счету 15 медалей разного достоинства, что на две больше предыдущего рекорда, установленного Уле-Эйнаром Бьёрндаленом на Олимпийских играх 2014 года. Между тем, она сравнялась с Бьёрндаленом и норвежским лыжником Бьёрном Дели по количеству золотых медалей — 8 штук. Во время Игр был награждён 1000-й чемпион, им стал японский фигурист Юдзуру Ханю, он также, впервые с 1952 года, смог защитить титул в мужском одиночном катании. Чешская спортсменка Эстер Ледецкая впервые в истории спорта выиграла на одной зимней Олимпиаде золотые медали в двух разных видах спорта. Она завоевала награды высшей пробы как горнолыжница (супергигант) и сноубордистка (параллельный гигантский слалом). Немного ранее, голландская спортсменка Йорин тер Морс сначала стала чемпионкой в конькобежном спорте на дистанции 1000 метров, а потом стала третьей в составе эстафетной команды по шорт-треку, став первой женщиной выигравшей медали в двух разных видах спорта на одних Олимпийских играх, но Эстер Ледецкая вскоре затмила это достижение.
Впервые с 1998 года представитель Бельгии выиграл медаль зимних игр, им стал конькобежец Барт Свингс в масс-старте, в то же время спортсмены Испании и Новой Зеландии в последний раз становились призёрами зимних игр в 1992 году. Впервые в истории зимних Олимпиад венгерские спортсмены стали чемпионами соревнований. На первую ступень пьедестала поднялась мужская эстафетная команда по шорт-треку. В соревнованиях по бобслею, немецкий дуэт Торстен Маргис и Франческо Фридрих и канадцы Джастин Криппс и Александер Копач поделили золотые медали в двойках. Серебряные награды в соревнованиях бобслейных четверок поделили представители Республики Кореи (Вон Юн Чжон, Со Ён У, Чон Джон Лин, Ким Дон Хён) и вторая команда Германии (Нико Вальтер, Кевин Куске, Александр Рёдигер, Эрик Франке).
Неофициальный командный зачёт по количеству завоёванных медалей возглавила Норвегия — 39 наград, что стало рекордным количеством за всю историю зимних Олимпийских игр. Предыдущее достижение — 37 медалей — принадлежало США и было установлено на Олимпийских играх 2010 года в Ванкувере.

## Биатлон

#### Мужчины
| Дисциплина                   | Золото                                                                             | Серебро                                                                                  | Бронза                                                               |
| Спринт, 10 км                | Арнд Пайффер (GER)                                                                 | Михал Крчмарж (CZE)                                                                      | Доминик Виндиш (ITA)                                                 |
| Гонка преследования, 12,5 км | Мартен Фуркад (FRA)                                                                | Себастьян Самуэльссон (SWE)                                                              | Бенедикт Долль (GER)                                                 |
| Индивидуальная гонка, 20 км  | Йоханнес Тиннес Бё (NOR)                                                           | Яков Фак (SLO)                                                                           | Доминик Ландертингер (AUT)                                           |
| Масс-старт, 15 км            | Мартен Фуркад (FRA)                                                                | Симон Шемпп (GER)                                                                        | Эмиль Хегле Свендсен (NOR)                                           |
| Эстафета, 4×7,5 км           | Швеция · Пеппе Фемлинг · Йеспер Нелин · Себастьян Самуэльссон · Фредерик Линдстрём | Норвегия · Ларс Хельге Биркеланн · Тарьей Бё · Йоханнес Тиннес Бё · Эмиль Хегле Свендсен | Германия · Эрик Лессер · Бенедикт Долль · Арнд Пайффер · Симон Шемпп |

#### Женщины
| Дисциплина                  | Золото                                                                           | Серебро                                                              | Бронза                                                                   |
| Спринт, 7,5 км              | Лаура Дальмайер (GER)                                                            | Марте Олсбю (NOR)                                                    | Вероника Виткова (CZE)                                                   |
| Гонка преследования, 10 км  | Лаура Дальмайер (GER)                                                            | Анастасия Кузьмина (SVK)                                             | Анаис Бескон (FRA)                                                       |
| Индивидуальная гонка, 15 км | Ханна Эберг (SWE)                                                                | Анастасия Кузьмина (SVK)                                             | Лаура Дальмайер (GER)                                                    |
| Масс-старт, 12,5 км         | Анастасия Кузьмина (SVK)                                                         | Дарья Домрачева (BLR)                                                | Тириль Экхофф (NOR)                                                      |
| Эстафета, 4×6 км            | Беларусь · Надежда Скардино · Ирина Кривко · Динара Алимбекова · Дарья Домрачева | Швеция · Линн Перссон · Мона Брурссон · Анна Магнуссон · Ханна Эберг | Франция · Анаис Шевалье · Мари Дорен-Абер · Жюстин Брезаз · Анаис Бескон |

#### Смешанная эстафета
| Дисциплина                         | Золото                                                                 | Серебро                                                                            | Бронза                                                                |
| Смешанная эстафета, 2×6 + 2×7,5 км | Франция · Мари Дорен-Абер · Анаис Бескон · Симон Детьё · Мартен Фуркад | Норвегия · Марте Олсбю · Тириль Экхофф · Йоханнес Тиннес Бё · Эмиль Хегле Свендсен | Италия · Лиза Виттоцци · Доротея Вирер · Лукас Хофер · Доминик Виндиш |

## Бобслей

#### Мужчины
| Дисциплина | Золото                                                                        | Серебро                                                                 | Бронза                                  |
| Двойки     | Канада · Джастин Криппс · Александр Копач                                     | Не присуждалось                                                         | Латвия · Оскар Мелбардис · Янис Стренга |
| Двойки     | Германия · Франческо Фридрих · Торстен Маргис                                 | Не присуждалось                                                         | Латвия · Оскар Мелбардис · Янис Стренга |
| Четвёрки   | Германия · Франческо Фридрих · Канди Бауэр · Мартин Гроткопп · Торстен Маргис | Республика Корея · Вон Юн Чжон · Со Ён У · Чон Джон Лин · Ким Дон Хён   | Не присуждалась                         |
| Четвёрки   | Германия · Франческо Фридрих · Канди Бауэр · Мартин Гроткопп · Торстен Маргис | Германия · Нико Вальтер · Кевин Куске · Александр Рёдигер · Эрик Франке | Не присуждалась                         |

#### Женщины
| Дисциплина | Золото                                  | Серебро                          | Бронза                                  |
| Двойки     | Германия · Мариама Яманка · Лиза Буквиц | США · Элана Майерс · Лорен Гиббс | Канада · Кейли Хамфрис · Филисия Джордж |

## Горнолыжный спорт

#### Мужчины
| Дисциплина        | Золото                     | Серебро                    | Бронза                   |
| Скоростной спуск  | Аксель Лунд Свиндаль (NOR) | Хьетиль Янсруд (NOR)       | Беат Фойц (SUI)          |
| Комбинация        | Марсель Хиршер (AUT)       | Алексис Пентюро (FRA)      | Виктор Мюффа-Жанде (FRA) |
| Супергигант       | Маттиас Майер (AUT)        | Беат Фойц (SUI)            | Хьетиль Янсруд (NOR)     |
| Гигантский слалом | Марсель Хиршер (AUT)       | Хенрик Кристофферсен (NOR) | Алексис Пентюро (FRA)    |
| Слалом            | Андре Мюрер (SWE)          | Рамон Ценхойзерн (SUI)     | Михаэль Матт (AUT)       |

#### Женщины
| Дисциплина        | Золото                 | Серебро                   | Бронза                    |
| Скоростной спуск  | София Годжа (ITA)      | Рагнхильд Мовинкель (NOR) | Линдси Вонн (USA)         |
| Комбинация        | Мишель Гизин (SUI)     | Микаэла Шиффрин (USA)     | Венди Хольденер (SUI)     |
| Супергигант       | Эстер Ледецкая (CZE)   | Анна Файт (AUT)           | Тина Вайратер (LIE)       |
| Гигантский слалом | Микаэла Шиффрин (USA)  | Рагнхильд Мовинкель (NOR) | Федерика Бриньоне (ITA)   |
| Слалом            | Фрида Хансдоттер (SWE) | Венди Хольденер (SUI)     | Катарина Галльхубер (AUT) |

#### Командные соревнования
| Дисциплина             | Золото                                                                                      | Серебро | Бронза |
| Командные соревнования | Швейцария · Дениз Файерабенд · Рамон Ценхойзерн · Венди Хольденер · Даниэль Юль · Лука Эрни | Австрия · Катарина Линсбергер · Михаэль Матт · Катарина Галльхубер · Марко Шварц · Штефани Бруннер · Мануэль Феллер | Норвегия · Себастьян Фосс-Солевог · Нина Хавер-Лёсет · Кристин Люсдаль · Лейф Кристиан Нествольд-Хауген · Йонатан Нордботтен · Марен Скёльд |

Курсивом выделены спортсмены, участвовавшие только в 1/8 финала, четвертьфинале или полуфинале, но получившие награды.

## Кёрлинг
| Дисциплина     | Золото                                                                                      | Серебро                                                                                | Бронза                                                                                  |
| Мужчины        | США · Джон Шустер · Тайлер Джордж · Мэтт Хэмилтон · Джон Лендстейнер · Джозеф Поло          | Швеция · Никлас Эдин · Оскар Эрикссон · Расмус Врано · Кристофер Сундгрен · Хенрик Лек | Швейцария · Бенуа Шварц · Клаудио Пец · Петер де Круз · Валентин Таннер · Доминик Мерки |
| Женщины        | Швеция · Анна Хассельборг · Сара Макманус · Агнес Кнохенхауэр · София Мабергс · Йенни Волин | Республика Корея · Ким Ын Джон · Ким Гён Э · Ким Сон Ён · Ким Ён Ми · Ким Чхо Хи       | Япония · Сацуки Фудзисава · Тинами Ёсида · Юми Судзуки · Юрика Ёсида · Мари Мотохаси    |
| Смешанные пары | Канада · Кейтлин Лоус · Джон Моррис                                                         | Швейцария · Женни Перре · Мартин Риос                                                  | Норвегия · Кристин Моэн Скаслиен · Магнус Недреготтен                                   |

## Конькобежный спорт

#### Мужчины
| Дисциплина      | Золото                                                                             | Серебро                                                  | Бронза                                                              |
| 500 метров      | Ховар Лорентсен (NOR)                                                              | Чха Мин Гю (KOR)                                         | Гао Тинъюй (CHN)                                                    |
| 1000 метров     | Кьелд Нёйс (NED)                                                                   | Ховар Лорентсен (NOR)                                    | Ким Тхэ Юн (KOR)                                                    |
| 1500 метров     | Кьелд Нёйс (NED)                                                                   | Патрик Руст (NED)                                        | Ким Минсок (KOR)                                                    |
| 5000 метров     | Свен Крамер (NED)                                                                  | Тед-Ян Блумен (CAN)                                      | Сверре Лунде Педерсен (NOR)                                         |
| 10 000 метров   | Тед-Ян Блумен (CAN)                                                                | Йоррит Бергсма (NED)                                     | Никола Тумолеро (ITA)                                               |
| Масс-старт      | Ли Сын Хун (KOR)                                                                   | Барт Свингс (BEL)                                        | Кун Вервей (NED)                                                    |
| Командная гонка | Норвегия · Симен Нильсен · Сверре Лунде Педерсен · Ховард Бёкко · Синдре Хенриксен | Республика Корея · Ли Сын Хун · Чон Чжэ Вон · Ким Минсок | Нидерланды · Кун Вервей · Свен Крамер · Ян Блокхёйсен · Патрик Руст |

#### Женщины
| Дисциплина      | Золото                                                       | Серебро                                                                      | Бронза                                                                 |
| 500 метров      | Нао Кодайра (JPN)                                            | Ли Сан Хва (KOR)                                                             | Каролина Эрбанова (CZE)                                                |
| 1000 метров     | Йорин Тер Морс (NED)                                         | Нао Кодайра (JPN)                                                            | Михо Такаги (JPN)                                                      |
| 1500 метров     | Ирен Вюст (NED)                                              | Михо Такаги (JPN)                                                            | Меррит Ленстра (NED)                                                   |
| 3000 метров     | Карлейн Ахтеректе (NED)                                      | Ирен Вюст (NED)                                                              | Антуанетта де Йонг (NED)                                               |
| 5000 метров     | Эсме Виссер (NED)                                            | Мартина Сабликова (CZE)                                                      | Наталья Воронина (OAR)                                                 |
| Масс-старт      | Нана Такаги (JPN)                                            | Ким Бо Рым (KOR)                                                             | Ирен Схаутен (NED)                                                     |
| Командная гонка | Япония · Михо Такаги · Аяно Сато · Нана Такаги · Аяка Кикути | Нидерланды · Маррит Ленстра · Ирен Вюст · Антуанетта де Йонг · Лотте ван Бек | США · Хизер Бергсма · Бриттани Боу · Миа Манганелло · Карлейн Схаутенс |

Курсивом выделены спортсмены, участвовавшие только в четвертьфинальных и полуфинальных забегах, но получившие награды.

## Лыжное двоеборье
| Дисциплина                         | Золото                                                                      | Серебро                                                                 | Бронза                                                                       |
| Нормальный трамплин/10км           | Эрик Френцель (GER)                                                         | Акито Ватабэ (JPN)                                                      | Лукас Клапфер (AUT)                                                          |
| Большой трамплин/10км              | Йоханнес Ридцек (GER)                                                       | Фабиан Риссле (GER)                                                     | Эрик Френцель (GER)                                                          |
| Эстафета — большой трамплин/4×5 км | Германия · Винценц Гайгер · Фабиан Риссле · Эрик Френцель · Йоханнес Ридцек | Норвегия · Ян Шмид · Эспен Андерсен · Ярл Магнус Риибер · Йорген Гробак | Австрия · Вильхельм Денифль · Лукас Клапфер · Бернхард Грубер · Марио Зайдль |

## Лыжные гонки

#### Мужчины
| Дисциплина                            | Золото                                                                                           | Серебро                                                                       | Бронза                                                                       |
| 15 км — свободный стиль               | Дарио Колонья (SUI)                                                                              | Симен Хегстад Крюгер (NOR)                                                    | Денис Спицов (OAR)                                                           |
| 15+15 км скиатлон                     | Симен Хегстад Крюгер (NOR)                                                                       | Мартин Йонсруд Сундбю (NOR)                                                   | Ханс Кристер Холунн (NOR)                                                    |
| 50 км масс-старт — классический стиль | Йиво Нисканен (FIN)                                                                              | Александр Большунов (OAR)                                                     | Андрей Ларьков (OAR)                                                         |
| 4×10 км эстафета                      | Норвегия · Дидрик Тёнсет · Мартин Йонсруд Сундбю · Симен Хегстад Крюгер · Йоханнес Хёсфлот Клебо | ОСР · Андрей Ларьков · Александр Большунов · Алексей Червоткин · Денис Спицов | Франция · Жан Марк Гайяр · Морис Манифика · Клеман Парисс · Адриен Бакшайдер |
| Спринт — классический стиль           | Йоханнес Хёсфлот Клебо (NOR)                                                                     | Федерико Пеллегрино (ITA)                                                     | Александр Большунов (OAR)                                                    |
| Командный спринт — свободный стиль    | Норвегия · Мартин Йонсруд Сундбю · Йоханнес Хёсфлот Клебо                                        | ОСР · Денис Спицов · Александр Большунов                                      | Франция · Морис Манифика · Ришар Жув                                         |

#### Женщины
| Дисциплина                            | Золото                                                                      | Серебро                                                             | Бронза                                                                        |
| 10 км — свободный стиль               | Рагниль Хага (NOR)                                                          | Шарлотт Калла (SWE)                                                 | Марит Бьёрген (NOR)                                                           |
| 10 км — свободный стиль               | Рагниль Хага (NOR)                                                          | Шарлотт Калла (SWE)                                                 | Криста Пярмякоски (FIN)                                                       |
| 7,5+7,5 км скиатлон                   | Шарлотт Калла (SWE)                                                         | Марит Бьёрген (NOR)                                                 | Криста Пярмякоски (FIN)                                                       |
| 30 км масс-старт — классический стиль | Марит Бьёрген (NOR)                                                         | Криста Пярмякоски (FIN)                                             | Стина Нильссон (SWE)                                                          |
| 4×5 км эстафета                       | Норвегия · Ингвильд Эстберг · Астрид Якобсен · Рагниль Хага · Марит Бьёрген | Швеция · Анна Хог · Шарлотт Калла · Эбба Андерссон · Стина Нильссон | ОСР · Наталья Непряева · Юлия Белорукова · Анастасия Седова · Анна Нечаевская |
| Спринт — классический стиль           | Стина Нильссон (SWE)                                                        | Майкен Касперсен Фалла (NOR)                                        | Юлия Белорукова (OAR)                                                         |
| Командный спринт — свободный стиль    | США · Киккан Рэндалл · Джессика Диггинс                                     | Швеция · Шарлотт Калла · Стина Нильссон                             | Норвегия · Марит Бьёрген · Майкен Касперсен Фалла                             |

## Прыжки на лыжах с трамплина

#### Мужчины
| Дисциплина                  | Золото                                                                                     | Серебро                                                                    | Бронза                                                          |
| Трамплин К-98               | Андреас Веллингер (GER)                                                                    | Йоханн Андре Форфанг (NOR)                                                 | Роберт Юханссон (NOR)                                           |
| Трамплин К-125              | Камиль Стох (POL)                                                                          | Андреас Веллингер (GER)                                                    | Роберт Юханссон (NOR)                                           |
| Трамплин К-125 среди команд | Норвегия · Даниэль-Андре Танде · Андреас Стьернен · Йоханн Андре Форфанг · Роберт Юханссон | Германия · Карл Гайгер · Штефан Лайе · Рихард Фрайтаг · Андрекас Веллингер | Польша · Мацей Кот · Стефан Хуля · Давид Кубацкий · Камиль Стох |

#### Женщины
| Дисциплина    | Золото             | Серебро                 | Бронза              |
| Трамплин К-98 | Марен Лундбю (NOR) | Катарина Альтхаус (GER) | Сара Таканаси (JPN) |

## Санный спорт
| Дисциплина | Золото                                                                          | Серебро                                                          | Бронза                                                             |
| Мужчины    | Давид Гляйршер (AUT)                                                            | Кристофер Маздзер (USA)                                          | Йоханнес Людвиг (GER)                                              |
| Женщины    | Натали Гайзенбергер (GER)                                                       | Даяна Айтбергер (GER)                                            | Алекс Гоф (CAN)                                                    |
| Двойки     | Германия · Тобиас Вендль · Тобиас Арльт                                         | Австрия · Петер Пенц · Георг Фишлер                              | Германия · Тони Эггерт · Саша Бенеккен                             |
| Эстафета   | Германия · Натали Гайзенбергер · Йоханнес Людвиг · Тобиас Вендль / Тобиас Арльт | Канада · Алекс Гоф · Самуэль Эдни · Тристан Уокер / Джастин Снит | Австрия · Мадлен Эгле · Давид Гляйршер · Петер Пенц / Георг Фишлер |

## Скелетон
| Дисциплина | Золото              | Серебро               | Бронза                |
| Мужчины    | Юн Сон Бин (KOR)    | Никита Трегубов (OAR) | Доминик Парсонс (GBR) |
| Женщины    | Лиззи Ярнольд (GBR) | Жаклин Лёллинг (GER)  | Лора Диз (GBR)        |

## Сноуборд

#### Мужчины
| Дисциплина                     | Золото                 | Серебро             | Бронза                |
| Слоупстайл                     | Редмонд Джерард (USA)  | Максанс Парро (CAN) | Марк Макморрис (CAN)  |
| Хафпайп                        | Шон Уайт (USA)         | Аюму Хирано (JPN)   | Скотти Джеймс (AUS)   |
| Сноуборд-кросс                 | Пьер Вольтье (FRA)     | Джаррид Хьюз (AUS)  | Рехино Эрнандес (ESP) |
| Параллельный гигантский слалом | Невин Гальмарини (SUI) | Ли Сан Хо (KOR)     | Жан Кошир (SLO)       |
| Биг-эйр                        | Себастьен Тутан (CAN)  | Кайл Мэк (USA)      | Билли Морган (GBR)    |

#### Женщины
| Дисциплина                     | Золото                | Серебро                             | Бронза                     |
| Слоупстайл                     | Джейми Андерсон (USA) | Лори Блуэн (CAN)                    | Энни Рукаярви (FIN)        |
| Хафпайп                        | Хлоя Ким (USA)        | Лю Цзяюй (CHN)                      | Ариэль Голд (USA)          |
| Сноуборд-кросс                 | Микела Мойоли (ITA)   | Жюлия Перейра де Соуза Мабило (FRA) | Ева Самкова (CZE)          |
| Параллельный гигантский слалом | Эстер Ледецкая (CZE)  | Селина Йёрг (GER)                   | Рамона Хофмайстер (GER)    |
| Биг-эйр                        | Анна Гассер (AUT)     | Джейми Андерсон (USA)               | Зои Садовски-Синнотт (NZL) |

## Фигурное катание
| Дисциплина                | Золото | Серебро | Бронза |
| Мужское одиночное катание | Юдзуру Ханю (JPN)                                                                                                  | Сёма Уно (JPN) | Хавьер Фернандес (ESP) |
| Женское одиночное катание | Алина Загитова (OAR)                                                                                               | Евгения Медведева (OAR) | Кэйтлин Осмонд (CAN) |
| Парное катание            | Германия · Алёна Савченко · Брюно Массо                                                                            | Китай · Суй Вэньцзин · Хань Цун | Канада · Меган Дюамель · Эрик Рэдфорд                                                                                        |
| Танцы на льду             | Канада · Тесса Вертью · Скотт Моир                                                                                 | Франция · Габриэла Пападакис · Гийом Сизерон | США · Майя Шибутани · Алекс Шибутани                                                                                         |
| Командные соревнования    | Канада · Патрик Чан · Кэйтлин Осмонд · Габриэль Дэйлман · Меган Дюамель · Эрик Рэдфорд · Тесса Вертью · Скотт Моир | ОСР · Михаил Коляда · Евгения Медведева · Алина Загитова · Евгения Тарасова · Владимир Морозов · Наталья Забияко · Александр Энберт · Екатерина Боброва · Дмитрий Соловьёв | США · Нейтан Чен · Адам Риппон · Брэди Теннелл · Мирай Нагасу · Алекса Шимека · Крис Книрим · Майя Шибутани · Алекс Шибутани |

## Фристайл

#### Мужчины
| Дисциплина | Золото                    | Серебро                | Бронза                   |
| Могул      | Микаэль Кингсбери (CAN)   | Мэтт Грэм (AUS)        | Даити Хара (JPN)         |
| Акробатика | Александр Абраменко (UKR) | Цзя Цзунъян (CHN)      | Илья Буров (OAR)         |
| Ски-кросс  | Брэди Леман (CAN)         | Марк Бишофбергер (SUI) | Сергей Ридзик (OAR)      |
| Слоупстайл | Эйстейн Бротен (NOR)      | Николас Геппер (USA)   | Алекс Больё-Маршан (CAN) |
| Хафпайп    | Дэвид Уайз (USA)          | Алекс Феррейра (USA)   | Нико Портеус (NZL)       |

#### Женщины
| Дисциплина | Золото              | Серебро                    | Бронза              |
| Могул      | Перрин Лаффон (FRA) | Жюстин Дюфур-Лапуант (CAN) | Юлия Галышева (KAZ) |
| Акробатика | Анна Гуськова (BLR) | Чжан Синь (CHN)            | Кун Фанью (CHN)     |
| Ски-кросс  | Келси Серва (CAN)   | Бриттани Фелан (CAN)       | Фанни Смит (SUI)    |
| Слоупстайл | Сара Хёффлин (SUI)  | Матильда Гремо (SUI)       | Изабель Аткин (GBR) |
| Хафпайп    | Кэсси Шарп (CAN)    | Мари Мартино (FRA)         | Брита Сигорни (USA) |

## Хоккей
| Соревнование | Золото | Серебро | Бронза |
| Мужчины      | ОСР Сергей Андронов · Александр Барабанов · Вячеслав Войнов · Владислав Гавриков · Михаил Григоренко · Никита Гусев · Павел Дацюк · Артём Зуб · Андрей Зубарев · Илья Каблуков · Сергей Калинин · Кирилл Капризов · Богдан Киселевич · Илья Ковальчук · Василий Кошечкин · Алексей Марченко · Сергей Мозякин · Никита Нестеров · Николай Прохоркин · Илья Сорокин · Иван Телегин · Егор Яковлев · Игорь Шестёркин · Вадим Шипачёв · Сергей Широков | Германия Синан Акдаг · Данни Аус ден Биркен · Дэрил Бойл · Давид Вольф · Марсель Гоч · Янник Зайденберг · Доминик Кахун · Маркус Кинк · Бьорн Крупп · Франк Мауэр · Брукс Мэйсек · Йонас Мюллер · Мориц Мюллер · Марсель Нёбельс · Тимо Пильмайер · Маттиас Плахта · Леонхард Пфёдерль · Патрик Раймер · Геррит Фаузер · Патрик Хагер · Франк Хёрдлер · Феликс Шютц · Деннис Эндарс · Язин Элиц · Кристиан Эрхофф | Канада Карл Столлери · Крис Ли · Чарльз Геноуэй · Жильбер Брюле · Войтек Вольский · Дерек Рой · Крис Келли · Роб Клинкхаммер · Брэндон Козун · Куинтон Хауден · Рене Бурк · Марк-Андре Граньяни · Эндрю Эббетт · Мейсон Реймонд · Эрик О’Делл · Стефан Эллиотт · Коди Голубеф · Бен Скривенс · Кевин Пулен · Джастин Питерс · Мэт Робинсон · Максим Лапьер · Максим Норо · Линден Вей · Кристиан Томас |
| Женщины      | США Ли Стеклин · Кейла Барнс · Меган Келлер · Кали Флэнаган · Моник Ламурё-Морандо · Эмели Пфальцер · Меган Дагган · Хейли Скарупа · Келли Паннек · Брайанна Деккер · Джослин Ламуре-Дэвидсон · Жизель Марвин · Ханна Брандт · Хилари Найт · Кейси Беллами · Сидни Морен · Дэни Кемиранеси · Кендалл Койн · Аманда Кессель · Николь Хенсли · Алекс Ригсби · Мэдди Руни · Аманда Пелки                                                              | Канада Шэннон Сабадош · Меган Агоста · Жоселин Ларок · Бриджетт Лакетт · Лорин Ружо · Ребекка Джонстон · Лора Стейси · Лаура Фортино · Дженнифер Уэйкфилд · Джиллиан Солньер · Меган Миккелсон · Рината Фэст · Мелоди Дау · Бейли Брам · Брианн Дженнер · Сара Нерс · Хейли Ирвин · Натали Спунер · Эмили Кларк · Мари-Филип Пулен · Женевьев Лакасс · Анн-Рене Десбин · Блейр Тернбулл                           | Финляндия Санни Хакала · Йенни Хийрикоски · Венла Хови · Мира Ялосуо · Мишель Карвинен · Роза Линдстедт · Петра Ниеминен · Танья Нисканен · Эмма Нуутинен · Иса Рахунен · Меэри Ряйсянен · Аннина Раяхухта · Ноора Рятю · Сайла Саари · Сара Сяккинен · Ронья Саволайнен · Эвелиина Суонпяя · Сусанна Тапани · Ноора Тулус · Миннамари Туоминен · Рийкка Вялиля · Линда Вялимяки · Элла Виитасуо       |

## Шорт-трек

### Мужчины
| Дисциплина  | Золото                                                              | Серебро                                                                  | Бронза                                                               |
| 500 метров  | У Дацзин (CHN)                                                      | Хван Дэ Хон (KOR)                                                        | Лим Хё Джун (KOR)                                                    |
| 1000 метров | Самюэль Жирар (CAN)                                                 | Джон-Генри Крюгер (USA)                                                  | Со И Ра (KOR)                                                        |
| 1500 метров | Лим Хё Джун (KOR)                                                   | Шинки Кнегт (NED)                                                        | Семён Елистратов (OAR)                                               |
| Эстафета    | Венгрия · Шаоанг Лю · Шандор Шаолинь Лю · Виктор Кнох · Чаба Бурьян | Китай · У Дацзин · Хань Тяньюй · Сюй Хунчжи · Чэнь Дэцюань · Жэнь Цзывэй | Канада · Самюэль Жирар · Шарль Амлен · Шарль Курнуайе · Паскаль Дион |

### Женщины
| Дисциплина  | Золото                                                                            | Серебро                                                                        | Бронза                                                                             |
| 500 метров  | Арианна Фонтана (ITA)                                                             | Яра ван Керкхоф (NED)                                                          | Ким Бутен (CAN)                                                                    |
| 1000 метров | Сюзанне Схюлтинг (NED)                                                            | Ким Бутен (CAN)                                                                | Арианна Фонтана (ITA)                                                              |
| 1500 метров | Чхве Мин Джон (KOR)                                                               | Ли Цзиньюй (CHN)                                                               | Ким Бутен (CAN)                                                                    |
| Эстафета    | Республика Корея · Сим Сок Хи · Чхве Мин Джон · Ким Е Чжин · Ким А Ран · Ли Ю Бин | Италия · Арианна Фонтана · Лючия Перетти · Чечилия Маффеи · Мартина Вальчепина | Нидерланды · Сюзанне Схюлтинг · Йорин тер Морс · Яра ван Керкхоф · Лара ван Рёйвен |

Курсивом выделены спортсмены, участвовавшие только в полуфинальных забегах, но получившие награду.

## Лидеры по медалям
Лидером по общему числу завоёванных наград c пятью медалями стала норвежская лыжница Марит Бьёрген. Она первенствовала в масс-старте на 30 километров и вместе с партнёршами по сборной выиграла эстафету, завоевала серебро в скиатлоне, а также выиграла бронзовые медали в гонке на 10 километров свободным стилем и командном спринте. По три золотые медали выиграли французский биатлонист Мартен Фуркад (гонка преследования, масс-старт и смешанная эстафета) и норвежский лыжник Йоханнес Хёсфлот Клебо (спринт, командный спринт и эстафета).
Ниже в таблице представлены спортсмены, выигрывавшие не менее трёх наград. По умолчанию таблица отсортирована по убыванию количества золотых медалей. Для сортировки по другому признаку необходимо нажать рядом с названием столбца. Наибольшее число наград каждого достоинства выделено жирным шрифтом.

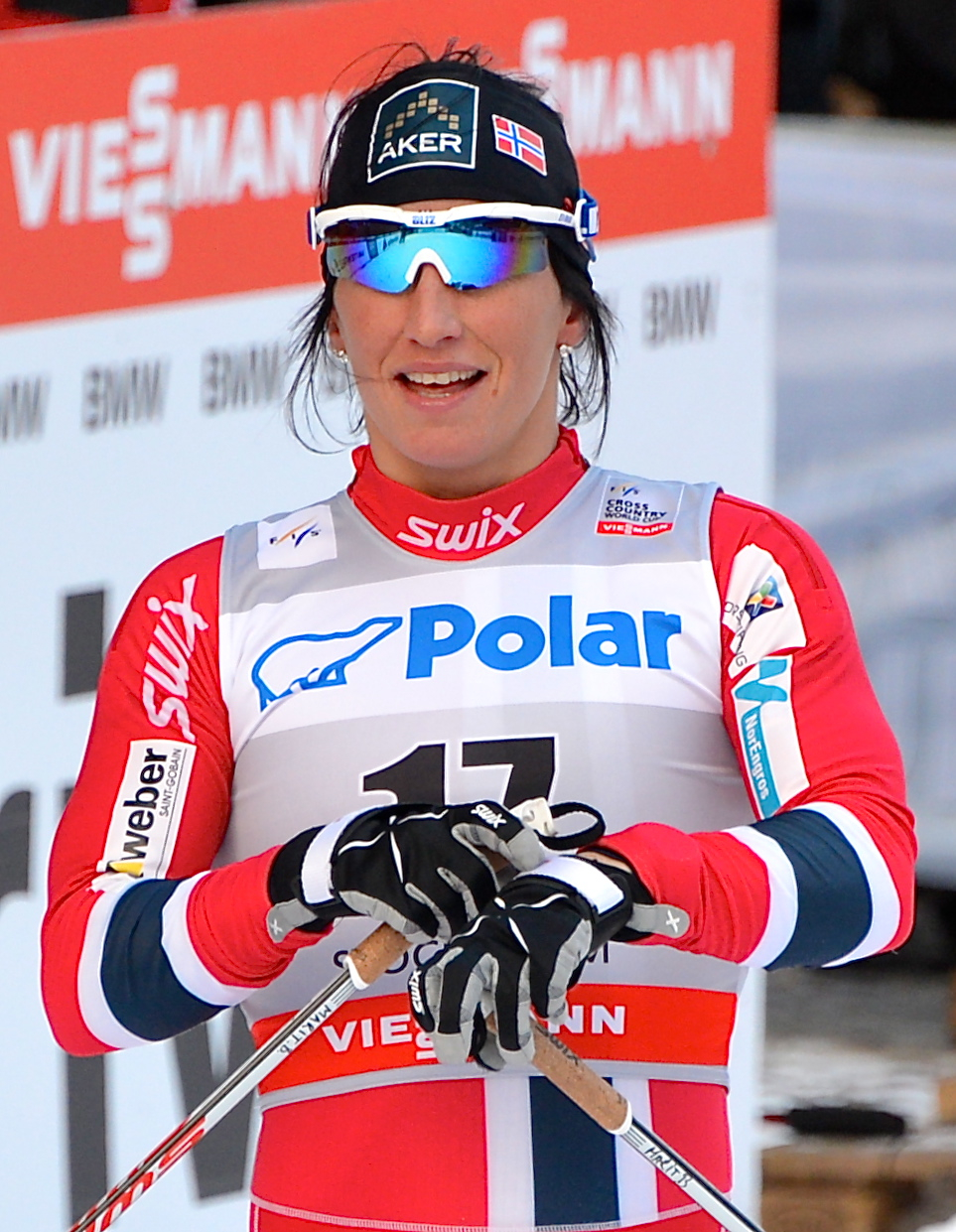
Самый титулованный спортсмен в истории зимних Олимпийских игр — Марит Бьёрген.

| Спортсмен              | Страна     | Дисциплина         | Золото | Серебро | Бронза | Всего |
| ---------------------- | ---------- | ------------------ | ------ | ------- | ------ | ----- |
| Мартен Фуркад          | Франция    | Биатлон            | 3      | 0       | 0      | 3     |
| Йоханнес Хёсфлот Клебо | Норвегия   | Лыжные гонки       | 3      | 0       | 0      | 3     |
| Марит Бьёрген          | Норвегия   | Лыжные гонки       | 2      | 1       | 2      | 5     |
| Симен Хегстад Крюгер   | Норвегия   | Лыжные гонки       | 2      | 1       | 0      | 3     |
| Мартин Йонсруд Сундбю  | Норвегия   | Лыжные гонки       | 2      | 1       | 0      | 3     |
| Лаура Дальмайер        | Германия   | Биатлон            | 2      | 0       | 1      | 3     |
| Эрик Френцель          | Германия   | Лыжное двоеборье   | 2      | 0       | 1      | 3     |
| Шарлотт Калла          | Швеция     | Лыжные гонки       | 1      | 3       | 0      | 4     |
| Стина Нильссон         | Швеция     | Лыжные гонки       | 1      | 2       | 1      | 4     |
| Анастасия Кузьмина     | Словакия   | Биатлон            | 1      | 2       | 0      | 3     |
| Андреас Веллингер      | Германия   | Прыжки с трамплина | 1      | 2       | 0      | 3     |
| Ирен Вюст              | Нидерланды | Конькобежный спорт | 1      | 2       | 0      | 3     |
| Йоханнес Тиннес Бё     | Норвегия   | Биатлон            | 1      | 2       | 0      | 3     |
| Арианна Фонтана        | Италия     | Шорт-трек          | 1      | 1       | 1      | 3     |
| Венди Хольденер        | Швейцария  | Горнолыжный спорт  | 1      | 1       | 1      | 3     |
| Михо Такаги            | Япония     | Конькобежный спорт | 1      | 1       | 1      | 3     |
| Анаис Бескон           | Франция    | Биатлон            | 1      | 0       | 2      | 3     |
| Роберт Юханссон        | Норвегия   | Прыжки с трамплина | 1      | 0       | 2      | 3     |
| Александр Большунов    | ОСР        | Лыжные гонки       | 0      | 3       | 1      | 4     |
| Денис Спицов           | ОСР        | Лыжные гонки       | 0      | 2       | 1      | 3     |
| Эмиль Хегле Свендсен   | Норвегия   | Биатлон            | 0      | 2       | 1      | 3     |
| Ким Бутен              | Канада     | Шорт-трек          | 0      | 1       | 2      | 3     |
| Криста Пярмякоски      | Финляндия  | Лыжные гонки       | 0      | 1       | 2      | 3     |

### Комментарии
1. ↑  Изначально бронзовые медали выиграли Анастасия Брызгалова и Александр Крушельницкий[41]. 18 февраля стало известно, что в допинг-пробе Александра Крушельницкого были обнаружены следы запрещённого препарата — мельдония. Проба B также была положительная, в результате чего, 22 февраля CAS объявил о дисквалификации спортсмена и аннулировании результата пары[42][43]. После перераспределения, обладателями бронзовых медалей стали норвежские спортсмены[44].